# Градина-Кореницька
44°44′ пн. ш. 15°43′ сх. д. / 44.73° пн. ш. 15.72° сх. д.
Градина-Кореницька (хорв. Gradina Korenička) — населений пункт у Хорватії, у Лицько-Сенській жупанії у складі громади Плитвицька Єзера.

## Населення
Населення за даними перепису 2011 року становило 82 осіб.
Динаміка чисельності населення поселення:

## Клімат
Середня річна температура становить 8,27 °C, середня максимальна – 22,81 °C, а середня мінімальна – -8,32 °C. Середня річна кількість опадів – 1308 мм.
| Клімат поселення                              | Клімат поселення | Клімат поселення | Клімат поселення | Клімат поселення | Клімат поселення | Клімат поселення | Клімат поселення | Клімат поселення | Клімат поселення | Клімат поселення | Клімат поселення | Клімат поселення | Клімат поселення |
| Показник                                      | Січ.             | Лют.             | Бер.             | Квіт.            | Трав.            | Черв.            | Лип.             | Серп.            | Вер.             | Жовт.            | Лист.            | Груд.            |                  |
| Середній максимум, °C                         | 5,82             | 6,98             | 10,56            | 14,70            | 19,52            | 22,81            | 22,75            | 22,29            | 18,32            | 13,72            | 8,33             | 4,06             |                  |
| Середня температура, °C                       | −1,24            | −0,09            | 3,49             | 7,62             | 12,45            | 15,74            | 18,05            | 17,58            | 13,61            | 9,02             | 3,63             | −0,64            |                  |
| Середній мінімум, °C                          | −8,32            | −7,15            | −3,58            | 0,56             | 5,40             | 8,66             | 13,35            | 12,87            | 8,90             | 4,32             | −1,08            | −5,36            |                  |
| Норма опадів, мм                              | 90               | 95               | 100              | 112              | 100              | 100              | 79               | 89               | 124              | 137              | 157              | 125              |                  |
| Середньомісячна швидкість вітру, м/с          | 1.82             | 1.94             | 2.22             | 2.21             | 2.02             | 1.81             | 1.78             | 1.64             | 1.71             | 1.82             | 1.98             | 2.02             |                  |
| Середньомісячна сонячна радіація, кДж/м²·день | 4549             | 7179             | 10672            | 15153            | 19291            | 21285            | 22917            | 19836            | 14595            | 9390             | 4989             | 3803             |                  |
| --------------------------------------------- | ---------------- | ---------------- | ---------------- | ---------------- | ---------------- | ---------------- | ---------------- | ---------------- | ---------------- | ---------------- | ---------------- | ---------------- | ---------------- |
| Джерело:                                      |                  |                  |                  |                  |                  |                  |                  |                  |                  |                  |                  |                  |                  |